# Guevorg Davtian
Guevorg Davtian (Guiumri, 4 de janeiro de 1983) é um halterofilista armênio.

## Carreira
Guevorg Davtian inicialmente ficara em segundo no Campeonato Mundial de 2003, mas foi desclassificado por dopagem bioquímica e a Federação Internacional de Halterofilismo suspendeu-o por dois anos das competições de seu calendário.
Ele ganhou medalha de bronze nos Jogos Olímpicos de Verão em 2008, com 360 kg no total combinado (165 no arranque e 195 no arremesso), na categoria de peso até 77 kg.
Davtian ainda ficou em segundo no Campeonato Mundial de 2007, com 362 kg no total, na categoria até 77 kg. Além disso, conquistou duas medalhas de ouro no total combinado nos campeonatos europeus de 2006 e de 2007.
QUADRO DE RESULTADOS
| Ano                       | Lugar                      | Categoria       | Marca (kg) / pos. | Marca (kg) / pos. | Marca (kg) / pos. | Ref.            |
| Ano                       | Lugar                      | Categoria       | Arranque          | Arremesso         | Total             | Ref.            |
| Jogos Olímpicos           | Jogos Olímpicos            | Jogos Olímpicos | Jogos Olímpicos   | Jogos Olímpicos   | Jogos Olímpicos   | Jogos Olímpicos |
| ------------------------- | -------------------------- | --------------- | ----------------- | ----------------- | ----------------- | --------------- |
| 2008                      | Pequim, China              | –77 kg          | 165 / 2           | 195 / 5           | 360 /             | [ 3 ] [ 4 ]     |
| Campeonato Mundial        |                            |                 |                   |                   |                   |                 |
| 2003                      | Vancouver, Canadá          | –77 kg          | 160 / DSQ         | 195 / DSQ         | 355 / DSQ         | [ 3 ] [ 4 ]     |
| 2007                      | Chiang Mai, Tailândia      | –77 kg          | 164 /             | 198 / 4           | 362 /             | [ 3 ] [ 4 ]     |
| 2010                      | Antália, Turquia           | –77 kg          | Sem marca         | Sem marca         | ---               | [ 3 ] [ 4 ]     |
| Campeonato Europeu        |                            |                 |                   |                   |                   |                 |
| 2006                      | Władysławowo, Polônia      | –77 kg          | 165 /             | 195 /             | 360 /             | [ 3 ] [ 4 ]     |
| 2007                      | Estrasburgo, França        | –77 kg          | 166 /             | 197 /             | 363 /             | [ 3 ] [ 4 ]     |
| Campeonato Mundial Júnior |                            |                 |                   |                   |                   |                 |
| 2000                      | Praga, República Tcheca    | –69 kg          | 140 / 6           | 162,5 / 7         | 302,5 / 4         | [ 5 ]           |
| 2001                      | Salonica, Turquia          | –77 kg          | 155 /             | 187,5 /           | 342,5 /           | [ 3 ] [ 4 ]     |
| 2003                      | Hermosillo, México         | –77 kg          | 152,5 /           | 182,5 / 6         | 335 /             | [ 3 ] [ 4 ]     |
| Campeonato Europeu Sub-16 |                            |                 |                   |                   |                   |                 |
| 1997                      | Tatabánya, Hungria         | –59 kg          | 102,5 /           | 115 / 4           | 217,5 /           | [ 3 ]           |
| 1998                      | Corunha, Espanha           | –64 kg          | 117,5 /           | 140 /             | 257,5 /           | [ 3 ]           |
| 1999                      | Lignano Sabbiadoro, Itália | –70 kg          | 135 /             | 160 /             | 295 /             | [ 3 ]           |

Nos Jogos Olímpicos, as medalhas são atribuídas apenas ao total combinado.

DSQ = desqualificado